# Gergy
Gergy é uma comuna francesa na região administrativa de Borgonha-Franco-Condado, no departamento Saône-et-Loire. Estende-se por uma área de 38,79 km². Em 2010 a comuna tinha 2 634 habitantes (densidade: 67,9 hab./km²).